# Günther Adam
Günther Adam (* 28. September 1927) ist ein ehemaliger deutscher Fußballspieler.

## Sportlicher Werdegang
Adam spielte als Jugendlicher bis 1944 für Favorit 96 Berlin. Nach dem Zweiten Weltkrieg stand er für die SG Nordring auf dem Feld, im folgenden Sommer zog er zum VfL Nord Berlin weiter. Später spielte er für den SC Union 06 Berlin in der Vertragsliga Berlin, der in der Spielzeit 1952/53 Berliner Meister wurde und in der Endrunde für die Deutsche Meisterschaft 1953 antrat. Dort blieb Adam ohne Einsatz. Bis zum Abstieg des Klubs am Ende der Spielzeit 1959/60 bestritt er 52 Erstligaspiele für den Klub. 